# Discours de Redfern
Pour les articles homonymes, voir Redfern (homonymie).

Le Premier ministre Paul Keating prononçant le discours, le 10 décembre 1992.

Le discours de Redfern (ou discours du parc de Redfern) est un célèbre discours prononcé par le Premier ministre australien de l'époque, Paul Keating, à Redfern, Sydney, le 10 décembre 1992. Redfern est parfois appelé le « quartier aborigène » de Sydney, et le discours porta sur les difficultés auxquelles sont confrontés les Aborigènes dans la société contemporaine. 
De manière inattendue, Keating reconnut la responsabilité, à la fois passée et présente, incombant aux Australiens non-aborigènes. Il appela ses concitoyens à reconnaître les nombreux torts faits aux Aborigènes dans le passé. Cette reconnaissance devait, selon lui, être un prélude nécessaire à l'amélioration des conditions de vie des Aborigènes.
En 2007, les auditeurs de ABC Radio National établirent une liste de vingt « discours inoubliables » et élurent le discours de Redfern en troisième place. Ce dernier était le plus haut placé des discours australiens, derrière le « I have a dream » de Martin Luther King (1er) et le Sermon sur la montagne de Jésus Christ (2e),. 

## Extraits marquants
« [L]e point de départ serait peut-être de reconnaître que le problème débute avec nous, les Australiens non-aborigènes. Cela commence, je crois, avec un acte de reconnaissance. Reconnaître que c'est nous qui avons dépossédé les Aborigènes. Nous avons pris leurs terres traditionnelles et brisé leur mode de vie traditionnel. Nous avons apporté les désastres. L'alcool. Nous avons commis les meurtres. Nous avons enlevé les enfants à leur mère. Nous avons pratiqué la discrimination et l'exclusion. C'était notre ignorance, et nos préjugés. Et notre incapacité à imaginer être les victimes de ces choses là. À quelques nobles exceptions près, nous n'avons pas été capables de réagir de manière tout simplement humaine, et de nous projeter dans leurs cœurs et dans leurs esprits. Nous n'avons pas été capables de nous demander : « Comment me sentirais-je si quelqu'un me faisait ces choses là ? » »
« Lorsque les Aborigènes ont été inclus dans la vie de l'Australie, ils y ont apporté des contributions remarquables. Des contributions économiques, tout particulièrement dans l'industrie pastorale et agricole. Ils sont là dans l'histoire de la frontière australienne, de son exploration. Ils sont là en temps de guerre. Dans le sport, à un degré extraordinaire. Dans la littérature, dans l'art et dans la musique. De toutes ces manières, ils ont modelé notre connaissance de ce continent et de nous-mêmes. Ils ont modelé notre histoire. Ils sont là dans la légende australienne. Nous ne devrions jamais l'oublier : ils ont aidé à bâtir cette nation. Et si nous avons un sens de la justice, ainsi que du bon sens, nous forgerons une nouvelle coopération. Comme je l'ai dit, cela nous aidera peut-être si nous, les Australiens non-aborigènes, nous nous imaginons dépossédés de la terre sur laquelle nous avons vécu depuis 50 000 ans — puis que nous imaginions qu'on nous dise que cette terre n'a jamais été la nôtre. Imaginons que notre culture soit la plus ancienne au monde, et qu'on nous dise qu'elle ne vaille rien. Imaginons que nous ayons résisté à cette colonisation, que nous ayons souffert, que nous soyons morts en défendant notre terre, et puis qu'on nous dise dans les livres d'histoire que nous l'avons abandonnée sans nous battre. Imaginons que les Australiens non-aborigènes aient servi leur pays en temps de paix et en temps de guerre, et puis que cela soit ignoré dans les livres d'histoire. Imaginons que nos exploits sportifs aient suscité admiration et patriotisme, mais que malgré tout cela n'ait rien fait pour diminuer les préjugés. Imaginons que notre vie spirituelle soit niée et ridiculisée. Imaginons que nous ayons souffert de ces injustices, puis qu'on nous dise que tout cela est de notre faute. »